# Церковь Николая Чудотворца (Новочеркасск)
Церковь Николая Чудотворца (Николаевская церковь) — утраченный православный храм в городе Новочеркасске Ростовской области (ранее — Области Войска Донского).
В Новочеркасске на Почтовой улице в 300 метрах друг от друга находились две Николаевские церкви: одна — православная на Никольской площади (ныне площадь Левски), другая — старообрядческая у Александровского сада.

## История
Здание деревянной Николаевской церкви было торжественно заложено 14 августа 1810 года и построено в 1812 году. Этот храм был возведён по настоянию прихожан Черкасской Николаевской церкви, которых указанием атамана Матвея Платова почти насильно переселили в Новочеркасск. Присмотр за строительством церкви вёл инженер-подполковник Ефимов. Была освящена Николаевская церковь священником Иоанном Долотиным 22 июля 1812 года.
Строительство каменного храма было начато в 1821 году, освящён он был в 1829 году. Церковь имела два придела: правый — во имя Святой великомученицы Варвары и левый — Успения Божией Матери. Проект церкви разработал архитектор Амвросимов, была создана в стиле ампир и представляла собой одноэтажный однокупольный белокаменный храм с каменной колокольней, пристроенной к церкви.
Храм был закрыт в 1935 году, а в 1939 году разобран с целью разбивки на его месте сквера. В настоящее время в Новочеркасске здесь находится площадь Левски, где 19 ноября 1995 года был установлен большой деревянный крест в память о разрушенной Николаевской церкви. Позже крест был заменён на металлический.

Виды церкви с улицы Почтовой
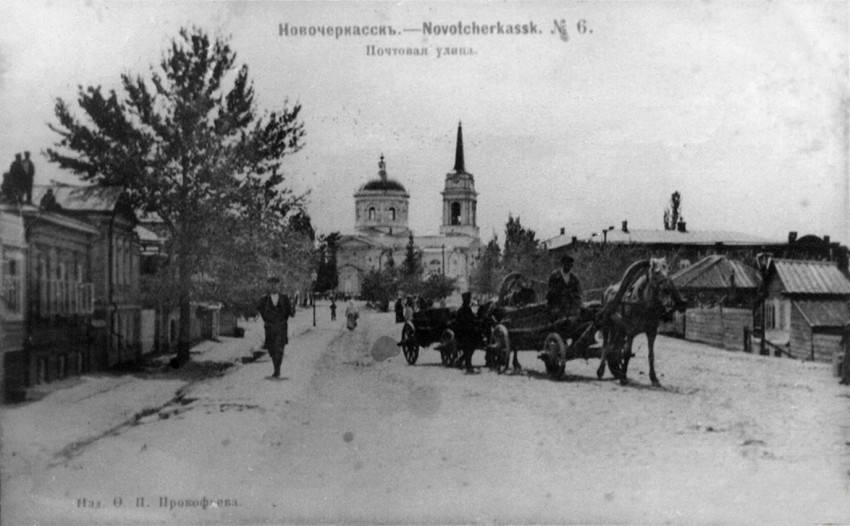
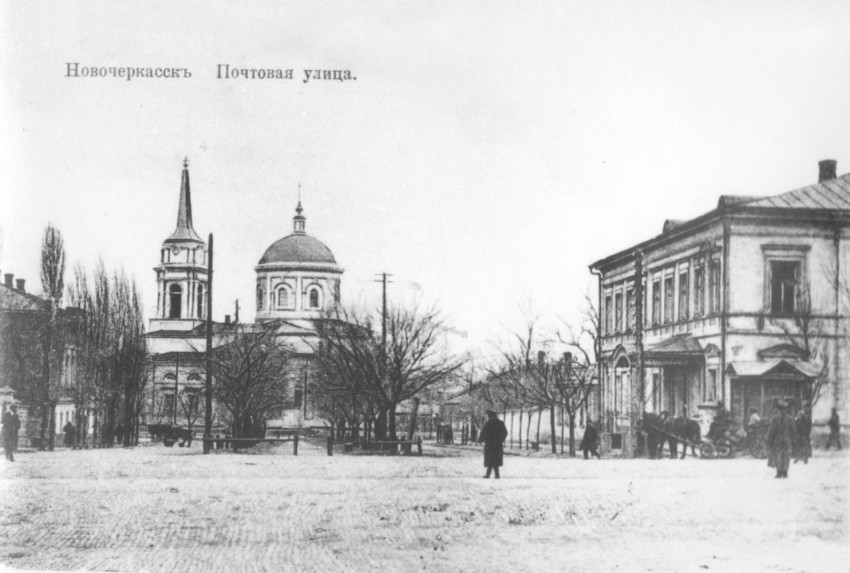